# La Folie aux trousses
Pour les articles homonymes, voir Hanky Panky.
La Folie aux trousses (Hanky Panky) est un film américain réalisé par Sidney Poitier, sorti en 1982.

## Synopsis
Michael Jordan, un homme tout ce qu'il y a de plus discret, se voit embringuer dans une aventure rocambolesque. Il fait la connaissance de Kate Hellman, qui l'entrainera au cœur d'une intrigue internationale, teintée de suspense et de meurtre. Poursuivis par un tueur déterminé à les éliminer, leur course folle les entrainera tour à tour dans un avion survolant le Grand Canyon, dans une base militaire secrète et dans les rues de New York.

## Fiche technique
- Titre : La Folie aux trousses
- Titre original : Hanky Panky
- Réalisation : Sidney Poitier
- Scénario : Henry Rosenbaum et David Taylor
- Production : Martin Ransohoff et Melville Tucker
- Société de production : Columbia Pictures
- Musique : Tom Scott
- Photographie : Arthur J. Ornitz
- Montage : Harry Keller
- Décors : Ben Edwards
- Costumes : Bernard Johnson
- Pays d'origine : États-Unis
- Format : Couleurs - 1,85:1 - Stéréo - 35 mm
- Genre : Action, comédie
- Durée : 110 minutes
- Date de sortie : 4 juin 1982 (États-Unis)

## Distribution
- Gene Wilder : Michael Jordan
- Gilda Radner : Kate Hellman
- Kathleen Quinlan : Janet Dunn
- Richard Widmark : Ransom
- Robert Prosky : Hiram Calder
- Josef Sommer : Adrian Pruitt
- Johnny Sekka : Lacey
- Jay O. Sanders : Katz
- Sam Gray : le docteur John Wolff
- Larry Bryggman : Stacy
- Pat Corley : le pilote
- Johnny Brown : le conducteur du bus
- Bill Beutel : le présentateur
- Nat Habib : le chauffeur de taxi
- James Tolkan : le congressiste
- Doris Belack : la gérante d'immeuble

## Autour du film
- Le tournage s'est déroulé à Boston, New York et Tucson, ainsi que dans le Parc national du Grand Canyon.
- Gene Wilder aurait dû retrouver l'acteur Richard Pryor, avec qui il tourna Transamerica Express (1976), Faut s'faire la malle (1980) et Pas nous, pas nous (1989), mais ce dernier fut remplacé par Gilda Radner.